# Past to Present 1977-1990
Past to Present 1977-1990 är ett samlingsalbum med bandet Toto från 1990. Det innehåller fyra låtar som inte är släppta sedan tidigare, inspelade med sångaren Jean-Michel Byron.

## Låtlista
(Tidigare outgivna låtar markerade med *)
1. "Love Has the Power" (Jean-Michel Byron/John Capek) - 6:32 *
2. "Africa" (David Paich/Jeff Porcaro) - 4:59
3. "Hold the Line" (David Paich) - 3:56
4. "Out of Love" (Jean-Michel Byron/Steve Lukather) - 5:55 *
5. "Georgy Porgy" (David Paich) - 4:08
6. "I'll Be Over You" (Randy Goodrum/Steve Lukather) - 3:50
7. "Can You Hear What I'm Saying" (Jean-Michel Byron/David Paich/Mike Porcaro) - 4:46 *
8. "Rosanna" (David Paich) - 5:34
9. "I Won't Hold You Back" (Steve Lukather) - 4:59
10. "Stop Loving You" (Steve Lukather/David Paich) - 4:28
11. "99" (David Paich) - 5:12
12. "Pamela" (David Paich/Joseph Williams) - 5:12
13. "Animal" (Jean-Michel Byron/David Paich) - 5:01 *